# Championnat d'Islande de football de deuxième division 1985
Navigation
Saison précédente Saison suivante
La saison 1985 de 2. Deild était la 31e édition de la deuxième division islandaise. Les 10 clubs jouent les uns contre les autres lors de rencontres disputées en matchs aller et retour.
Les 2 premiers du classement en fin de saison sont promus en 1. Deild, tandis que les 2 derniers sont relégués en 3. Deild.
Le Breiðablik Kopavogur remonte immédiatement en 1. Deild, il accompagne l'ÍBV Vestmannaeyjar qui retrouve l'élite après 2 saisons en deuxième division. 

## Compétition

### Classement
Le barème de points servant à établir le classement se décompose ainsi :
- Victoire : 3 points
- Match nul : 1 point
- Défaite : 0 point

| Rang | Équipe                 | Pts | J  | G  | N | P  | Bp | Bc | Diff |
| ---- | ---------------------- | --- | -- | -- | - | -- | -- | -- | ---- |
| 1    | ÍBV Vestmannaeyjar     | 39  | 18 | 11 | 6 | 1  | 45 | 13 | +32  |
| 2    | Breiðablik Kopavogur R | 37  | 18 | 11 | 4 | 3  | 31 | 15 | +16  |
| 3    | KA Akureyri R          | 36  | 18 | 11 | 3 | 4  | 36 | 17 | +19  |
| 4    | KS Siglufjörður        | 25  | 18 | 7  | 4 | 7  | 25 | 25 | 0    |
| 5    | UMF Skallagrimur       | 25  | 18 | 7  | 4 | 7  | 27 | 39 | -12  |
| 6    | Völsungur Húsavík      | 24  | 18 | 7  | 3 | 8  | 28 | 25 | +3   |
| 7    | UMF Njarðvík           | 19  | 18 | 5  | 4 | 9  | 14 | 29 | -15  |
| 8    | ÍB Ísafjörður          | 17  | 18 | 3  | 8 | 7  | 16 | 27 | -11  |
| 9    | Fylkir Reykjavik P     | 15  | 18 | 4  | 3 | 11 | 19 | 25 | -6   |
| 10   | Leiftur P              | 12  | 18 | 3  | 3 | 12 | 18 | 44 | -26  |

|  | Promu en 1. Deild      |
|  | Relégation en 3. Deild |

## Bilan de la saison
| Promotion et relégation |                                         |
| Relégué en 3. Deild     | Fylkir Reykjavik Leiftur                |
| Promu en 1. Deild       | ÍBV Vestmannaeyjar Breiðablik Kopavogur |

## Meilleurs buteurs
| # | Buteurs            | Clubs                | Nb de Buts |
| - | ------------------ | -------------------- | ---------- |
| 1 | Tryggvi Gunnarsson | KA Akureyri          | 16         |
| 2 | Tomas Palsson      | ÍBV Vestmannaeyjar   | 14         |
| 3 | Jon þorir Jonsson  | Breiðablik Kopavogur | 11         |
| 4 | Hlynur Stefansson  | ÍBV Vestmannaeyjar   | 9          |
| 4 | Omar Johannsson    | ÍBV Vestmannaeyjar   | 9          |